# Província de Hakkâri
La província de Hakkâri és una província de Turquia al sud-est del país, regió d'Anatòlia Oriental. La major part de la seva població són kurds
Va passar a l'Imperi Otomà en la campanya de l'hivern de 1515 al 1516 i el territori fou considerat un sandjak del wilayat de Van, però gaudint, com altres districtes kurds, del privilegi que el sobirà local kurd era reconegut sandjakbegi hereditari, i la sobirania otomana fou força nominal fins al segle xix. A la meitat del segle xix fou inclòs al wilayat d'Erzurum i el 1876 fou erigit en wilayat separat; el 1888 va tornar a ser sandjak del wilayat de Van per esdevenir definitivament wilayat separat el 1935.
Administrativament està formada per quatre districtes: Çukurca, Hakkâri, Şemdinli i Yüksekova